# Claudio Ermanno Ferrari
Claudio Ermanno Ferrari (Napoli, 1767 – Bologna, 5 aprile 1842) è stato un lessicografo italiano, noto soprattutto per essere l'autore del primo vocabolario del dialetto bolognese.

## Biografia
Nacque a Napoli da famiglia di origine bolognese, che quand'egli aveva tre anni si ritrasferì a Bologna. Dopo aver compiuto studi giuridici, esercitò la professione di notaio.
Fu interprete di francese nel Consiglio di guerra a Ferrara durante la Campagna d'Italia napoleonica; in seguito, dal 1797 al 1822, ricoprì altri incarichi pubblici e infine poté attendere alle ricerche lessicografiche e dialettologiche.
È l'autore del primo Vocabolario bolognese, che ebbe tre edizioni. La prima fu pubblicata a Bologna nel 1820 per i tipi di Annesio Nobili, dedicata al cardinale Giuseppe Spina, allora legato pontificio della città. La seconda, più che raddoppiata, uscì nel 1835 in quarto presso la tipografia della Volpe, dedicata con sonetto in vernacolo al cardinale Carlo Oppizzoni arcivescovo di Bologna; vi è premesso un innovativo trattatello sulla pronuncia e l'ortografia dialettale. La terza apparve nel 1853 dopo la sua morte. A quest'opera, che fu recensita e lodata nel Giornale Arcadico, egli deve la sua fama.
Compilò anche un dizionario onomastico, il Vocabolario de' nomi propri sustantivi tanto d'uomini che di femmine, pubblicato per la prima volta nel 1826 in appendice al tomo VII del Dizionario della lingua italiana, edito a Bologna dalla stamperia Masi a cura di Paolo Costa e altri. Fu parimenti aggiunto al volume VII del Dizionario della lingua italiana, edito a Padova dalla Tipografia della Minerva nel 1830 a cura di Fortunato Federici e Luigi Carrer. La prima parte dell'edizione a sé stante del 1827 fu recensita nell'Antologia del Vieusseux, dove Niccolò Tommaseo non risparmiò le critiche, ma ne riconobbe «il pregio d'essere come il primo elemento e preludio della NUOVA SCIENZA DE' NOMI».
Diresse inoltre una Collezione di componimenti scelti in idioma bolognese, pubblicata dal libraio-editore Antonio Chierici.
Morì a 74 anni, lasciando la moglie, Carolina Pistorini, e un unico figlio, Carlo.

## Opere
- Vocabolario bolognese co' sinonimi italiani e franzesi, Bologna, dalla tipografia Nobili, 1820, SBN UBOE039072.
  -  Vocabolario bolognese-italiano colle voci francesi corrispondenti, 2ª ed., Bologna, Tipografia della Volpe, 1835, SBN PUV0549780.
  -  Vocabolario bolognese-italiano, 3ª ed., Bologna, presso gli editori Mattiuzzi e De' Gregori, 1853, SBN TO00065120.
- Vocabolario de' nomi propri sustantivi tanto d'uomini che di femmine, in Paolo Costa et al. (a cura di), Dizionario della lingua italiana, tom. 7, Bologna, presso Riccardo Masi, 1826,  pp. 563-697, SBN IEIE007584.
  -  Vocabolario de' nomi propri sustantivi tanto d'uomini che di femmine, seguito da altro vocabolario degli adiettivi propri compilato da Luigi Muzzi accademico della Crusca, Bologna, dalla stamperia Masi, 1827-1828, SBN RAVE003531.
  -  Vocabolario de' nomi proprj sustantivi tanto d'uomini che di femmine, in Fortunato Federici e Luigi Carrer (a cura di), Dizionario della lingua italiana, vol. 7, Padova, nella Tipografia della Minerva, 1830,  pp. 571-732, SBN UFIE001849.
  -  Vocabolario dei nomi proprj sustantivi tanto d'uomini che di femmine, 3ª ed., Padova, coi tipi della Minerva, 1831, SBN CFI0563028.